# Salon, Dordogne

Salon este o comună în departamentul Dordogne din sud-vestul Franței. În 2009 avea o populație de 245 de locuitori.

## Evoluția populației
| An        | 1975 | 1982 | 1990 | 1999 | 2006 | 2009 |
| --------- | ---- | ---- | ---- | ---- | ---- | ---- |
| Populație | 204  | 205  | 213  | 234  | 243  | 245  |